# Michitaka Kinami Memorial Athletics Meet 2021
Das 8. Michitaka Kinami Memorial Athletics Meet war eine Leichtathletik-Veranstaltung, die am 1. Juni 2021 im Nagai Stadium in Osaka stattfand. Die Veranstaltung war Teil der World Athletics Continental Tour und zählt zu den Bronze-Meetings, der dritthöchsten Kategorie dieser Leichtathletik-Serie.

## Resultate

### Männer

#### 200 m
| Platz | Athlet         | Land | Zeit (s) |
| ----- | -------------- | ---- | -------- |
| 1     | Yūki Koike     | JPN  | 20,59    |
| 2     | Jun Yamashita  | JPN  | 20,74    |
| 3     | Naoki Uemoto   | JPN  | 20,74    |
| 4     | Wataru Inuzuka | JPN  | 20,80    |
| 5     | Kōki Ueyama    | JPN  | 20,83    |
| 6     | Keigo Yasuda   | JPN  | 21,02    |
| 7     | Kōki Kasatani  | JPN  | 21,11    |
| 8     | Shō Kitagawa   | JPN  | 21,27    |

Wind: −0,5 m/s

#### 400 m (Lauf 1)
| Platz | Athlet           | Land | Zeit (s) |
| ----- | ---------------- | ---- | -------- |
| 1     | Mitsuki Kawauchi | JPN  | 47,25    |
| 2     | Tomoyuki Suenaga | JPN  | 47,53    |
| 3     | Kosuke Shinohara | JPN  | 47,55    |
| 4     | Kōta Wakabayashi | JPN  | 47,66    |
| 5     | Kosuke Shoji     | JPN  | 47,67    |
| 6     | Haruto Nishiyama | JPN  | 47,74    |
| 7     | Kazushi Kimura   | JPN  | 48,65    |

#### 400 m (Lauf 2)
| Platz | Athlet            | Land | Zeit (s) |
| ----- | ----------------- | ---- | -------- |
| 1     | Ryuki Iwasaki     | JPN  | 46,26    |
| 2     | Kenta Osaki       | JPN  | 46,59    |
| 3     | Naoki Kitadani    | JPN  | 46,94    |
| 4     | Daiki Nose        | JPN  | 47,01    |
| 5     | Kōsuke Horii      | JPN  | 47,01    |
| 6     | Naoki Kobayashi   | JPN  | 47,02    |
| 7     | Takamasa Kitagawa | JPN  | 47,78    |

#### 400 m (Lauf 3)
| Platz | Athlet         | Land | Zeit (s) |
| ----- | -------------- | ---- | -------- |
| 1     | Rikuya Itō     | JPN  | 45,85    |
| 2     | Takuho Yoshizu | JPN  | 46,42    |
| 3     | Kōsuke Ikeda   | JPN  | 46,45    |
| 4     | Kohei Itahana  | JPN  | 46,56    |
| 5     | Kaiki Azuma    | JPN  | 46,95    |

#### 800 m (Lauf 1)
| Platz | Athlet           | Land | Zeit (min) |
| ----- | ---------------- | ---- | ---------- |
| 1     | Hideto Miki      | JPN  | 1:48,73    |
| 2     | Takuto Hanamura  | JPN  | 1:49,46    |
| 3     | Yuki Taguchi     | JPN  | 1:49,96    |
| 4     | Hiroki Yatsuya   | JPN  | 1:50,32    |
| 5     | Manabu Oki       | JPN  | 1:50,48    |
| 6     | Masaya Hashimoto | JPN  | 1:50,71    |
| 7     | Shogo Otsuya     | JPN  | 1:51,73    |
| 8     | Ryuto Minakawa   | JPN  | 1:52,57    |
| 9     | Yuki Takayama    | JPN  | 1:56,57    |

#### 800 m (Lauf 2)
| Platz           | Athlet           | Land | Zeit (min) |
| --------------- | ---------------- | ---- | ---------- |
| 1               | Shō Kawamoto     | JPN  | 1:47,52    |
| 2               | Yutarou Iihama   | JPN  | 1:47,98    |
| 3               | Mikuto Kaneko    | JPN  | 1:48,10    |
| 4               | Masanori Anbai   | JPN  | 1:48,75    |
| 5               | Yuki Yamasaki    | JPN  | 1:48,85    |
| 6               | Kenro Ichinomiya | JPN  | 1:49,43    |
| 7               | Keita Nakai      | JPN  | 1:50,32    |
| 8               | Riku Sakamoto    | JPN  | 1:51,16    |
| 9               | Taichi Ichino    | JPN  | 1:54,01    |
|                 | Takahiro Hayashi | JPN  | DNF        |
| Hiroki Minamoto | JPN              | DNF  |            |

#### 1500 m
| Platz | Athlet                    | Land | Zeit (min) |
| ----- | ------------------------- | ---- | ---------- |
| 1     | Kazuki Kawamura           | JPN  | 3:41,08    |
| 2     | Rikuto Ijima              | JPN  | 3:41,54    |
| 3     | Ryōji Tatezawa            | JPN  | 3:41,64    |
| 4     | Shoma Funatsu             | JPN  | 3:42,11    |
| 5     | Keisuke Morita            | JPN  | 3:45,39    |
| 6     | Kosuke Moritani           | JPN  | 3:45,61    |
| 7     | Yuichiro Baba             | JPN  | 3:46,38    |
| 8     | Masato Saiki              | JPN  | 3:48,53    |
| 9     | Ryuta Hanamure            | JPN  | 3:51,82    |
| 10    | Kohei Otake               | JPN  | 3:56,35    |
| 11    | Ryota Motegi              | JPN  | 3:58,18    |
| 12    | Kazuto Iizawa             | JPN  | 4:17,24    |
|       | Masato Yokota (Pacemaker) | JPN  | DNF        |

#### 110 m Hürden
| Platz | Athlet                | Land | Zeit (s) |
| ----- | --------------------- | ---- | -------- |
| 1     | Rachid Muratake       | JPN  | 13,35    |
| 2     | Shuhei Ishikawa       | JPN  | 13,42    |
| 3     | Ryō Tokuoka           | JPN  | 13,69    |
| 4     | Kōichirō Shimizu      | JPN  | 13,85    |
| 5     | Higashi Ishida-Thomas | JPN  | 13,87    |
| 6     | Kai Ikeda             | JPN  | 13,97    |
| 7     | Wataru Yazawa         | JPN  | 14,09    |
| 8     | Hideki Omuro          | JPN  | 14,65    |

Wind: +0,3 m/s

#### 400 m Hürden (Lauf 1)
| Platz | Athlet          | Land | Zeit (s) |
| ----- | --------------- | ---- | -------- |
| 1     | Ryo Yamamoto    | JPN  | 50,54    |
| 2     | Kouhei Kanno    | JPN  | 51,24    |
| 3     | Shotaro Tanabe  | JPN  | 51,25    |
| 4     | Keisuke Kuroda  | JPN  | 51,58    |
| 5     | Tetsuya Tateno  | JPN  | 51,61    |
| 6     | Kazunari Takada | JPN  | 52,39    |
| 7     | Souta Ina       | JPN  | 52,68    |

#### 400 m Hürden (Lauf 2)
| Platz | Athlet             | Land | Zeit (s) |
| ----- | ------------------ | ---- | -------- |
| 1     | Kakeru Inoue       | JPN  | 49,80    |
| 2     | Takayuki Kishimoto | JPN  | 49,97    |
| 3     | Hiroya Kawagoe     | JPN  | 50,61    |
| 4     | Atsushi Yamada     | JPN  | 50,98    |
| 5     | Masayuki Obayashi  | JPN  | 51,21    |
| 6     | Takafumi Iwasaki   | JPN  | 51,39    |
| 7     | Yusuke Ishida      | JPN  | 52,07    |
| 8     | Yūta Konishi       | JPN  | 53,10    |

#### 400 m Hürden (Lauf 3)
| Platz | Athlet             | Land | Zeit (s) |
| ----- | ------------------ | ---- | -------- |
| 1     | Masaki Toyoda      | JPN  | 49,94    |
| 2     | Tatsuhiro Yamamoto | JPN  | 49,99    |
| 3     | Ryo Kajiki         | JPN  | 50,16    |
| 4     | Keisuke Nozawa     | JPN  | 50,56    |
| 5     | Kyohei Yoshida     | JPN  | 51,45    |

#### Stabhochsprung
| Platz | Athlet          | Land | Höhe (m) |
| ----- | --------------- | ---- | -------- |
| 1     | Kosei Takekawa  | JPN  | 5,65     |
| 2     | Masaki Ejima    | JPN  | 5,55     |
| 3     | Shingo Sawa     | JPN  | 5,35     |
| 3     | Koki Kuruma     | JPN  | 5,35     |
| 5     | Seito Yamamoto  | JPN  | 5,35     |
| 5     | Takuma Ishikawa | JPN  | 5,35     |
| 7     | Tomoki Yamamoto | JPN  | 5,00     |

#### Speerwurf
| Platz | Athlet             | Land | Weite (m) |
| ----- | ------------------ | ---- | --------- |
| 1     | Takuto Kominami    | JPN  | 82,43     |
| 2     | Genki Dean         | JPN  | 81,06     |
| 3     | Kenji Ogura        | JPN  | 79,74     |
| 4     | Yuta Sakiyama      | JPN  | 77,33     |
| 5     | Yoshihiro Nakajima | JPN  | 75,32     |
| 6     | Masataka Yokobori  | JPN  | 74,44     |
| 7     | Kohei Hasegawa     | JPN  | 73,19     |
| 8     | Naoyuki Kakuta     | JPN  | 71,90     |
| 9     | Ryosuke Kamei      | JPN  | 70,65     |
| 10    | Yukifumi Murakami  | JPN  | 70,29     |
| 11    | Akito Aragaki      | JPN  | 70,24     |
| 12    | Yuhei Murasawa     | JPN  | 59,87     |

### Frauen

#### 200 m
| Platz | Athlet               | Land | Zeit (s) |
| ----- | -------------------- | ---- | -------- |
| 1     | Mei Kodama           | JPN  | 23,72    |
| 2     | Remi Tsuruta         | JPN  | 23,79    |
| 3     | Haruna Kuboyama      | JPN  | 23,86    |
| 4     | Izumi Takita         | JPN  | 24,00    |
| 5     | Sayaka Oishi         | JPN  | 24,17    |
| 6     | Fūka Idoabigail      | JPN  | 24,17    |
| 7     | Jyuri Oshiro         | JPN  | 24,47    |
| 8     | Abidahlarry Miyatake | JPN  | 24,53    |

Wind: −0,7 m/s

#### 400 m (Lauf 1)
| Platz | Athlet            | Land | Zeit (s) |
| ----- | ----------------- | ---- | -------- |
| 1     | Shiina Gono       | JPN  | 54,54    |
| 2     | Akane Fujinuma    | JPN  | 54,79    |
| 3     | Moe Matsuoka      | JPN  | 55,78    |
| 4     | Hinako Yoshinaka  | JPN  | 55,80    |
| 5     | Natsumi Takashima | JPN  | 55,84    |

#### 400 m (Lauf 2)
| Platz | Athlet           | Land | Zeit (s) |
| ----- | ---------------- | ---- | -------- |
| 1     | Seika Aoyama     | JPN  | 53,19    |
| 2     | Mayu Kobayashi   | JPN  | 53,66    |
| 3     | Nanako Matsumoto | JPN  | 53,96    |
| 4     | Yuna Iwata       | JPN  | 54,12    |
| 5     | Asami Shintaku   | JPN  | 54,69    |
| 6     | Mayu Inaoka      | JPN  | 54,75    |
| 7     | Mio Sudo         | JPN  | 55,13    |

#### 800 m
| Platz | Athlet          | Land | Zeit (min) |
| ----- | --------------- | ---- | ---------- |
| 1     | Yume Kitamura   | JPN  | 2:03,67    |
| 2     | Yuki Hirota     | JPN  | 2:04,48    |
| 3     | Ayaka Kawata    | JPN  | 2:05,89    |
| 4     | Hana Yamada     | JPN  | 2:07,50    |
| 5     | Yume Goto       | JPN  | 2:08,04    |
| 6     | Fumika Ōmori    | JPN  | 2:09,62    |
| 7     | Aki Tasaka      | JPN  | 2:10,63    |
| 8     | Mahiro Hasegawa | JPN  | 2:10,68    |
| 9     | Meiko Kamizono  | JPN  | 2:11,37    |
| 10    | An Mizuguchi    | JPN  | 2:12,68    |
| 11    | Ririka Arihiro  | JPN  | 2:16,81    |
|       | Momoka Muto     | JPN  | DNF        |

#### 1500 m
| Platz | Athlet                   | Land | Zeit (min) |
| ----- | ------------------------ | ---- | ---------- |
| 1     | Nozomi Tanaka            | JPN  | 4:10,06    |
| 2     | Hellen Lobun             | KEN  | 4:15,59    |
| 3     | Mizuki Michishita        | JPN  | 4:15,33    |
| 4     | Ran Urabe                | JPN  | 4:17,21    |
| 5     | Saki Katagihara          | JPN  | 4:17,71    |
| 6     | Yuna Wada                | JPN  | 4:18,60    |
| 7     | Yuma Yamamoto            | JPN  | 4:18,88    |
| 8     | Maya Iino                | JPN  | 4:23,37    |
| 9     | Ryoko Hirano             | JPN  | 4:23,62    |
| 10    | Tomomi Musembi Takamatsu | JPN  | 4:23,93    |
|       | Yuzuha Sawai             | JPN  | DNF        |

#### 100 m Hürden
| Platz | Athlet           | Land | Zeit (s) |
| ----- | ---------------- | ---- | -------- |
| 1     | Asuka Terada     | JPN  | 12,89    |
| 2     | Miho Suzuki      | JPN  | 13,15    |
| 3     | Yumi Tanaka      | JPN  | 13,23    |
| 4     | Ayako Kimura     | JPN  | 13,29    |
| 5     | Miku Fujiwara    | JPN  | 13,37    |
| 6     | Chisato Kiyoyama | JPN  | 13,39    |
| 7     | Hitomi Nakajima  | JPN  | 13,44    |
| 8     | Kiyono Tanaka    | JPN  | 13,49    |

Wind: +0,3 m/s

#### 400 m Hürden
| Platz | Athlet          | Land | Zeit (s) |
| ----- | --------------- | ---- | -------- |
| 1     | Eri Utsunomiya  | JPN  | 57,56    |
| 2     | Ayesha Ibrahim  | JPN  | 58,01    |
| 3     | Ami Yamamoto    | JPN  | 58,48    |
| 4     | Akiko Ito       | JPN  | 58,86    |
| 5     | Aiki Tsuha      | JPN  | 58,93    |
| 6     | Sumika Okawa    | JPN  | 59,83    |
| 7     | Moe Oshiden     | JPN  | 60,21    |
| 8     | Suzuka Kawabata | JPN  | 61,82    |

#### Weitsprung
| Platz | Athlet          | Land | Weite (m) |
| ----- | --------------- | ---- | --------- |
| 1     | Sumire Hata     | JPN  | 6,47      |
| 2     | Yu Minemura     | JPN  | 6,25      |
| 3     | Hitomi Nakano   | JPN  | 6,23      |
| 4     | Yuuka Yamashita | JPN  | 5,85      |
| 5     | Narumi Suenaga  | JPN  | 5,78      |
| 6     | Risa Kurihara   | JPN  | 5,74      |
| 7     | Karin Yoshida   | JAP  | 5,57 w    |
| 8     | Kanna Kawai     | JPN  | 5,40      |
| 9     | Miki Ioroi      | JPN  | 5,25      |

#### Speerwurf
| Platz | Athletin         | Land | Weite (m) |
| ----- | ---------------- | ---- | --------- |
| 1     | Momone Ueda      | JPN  | 60,38     |
| 2     | Sae Takemoto     | JPN  | 58,98     |
| 3     | Yuka Satō        | JPN  | 58,79     |
| 4     | Risa Miyashita   | JPN  | 57,91     |
| 5     | Mikako Yamashita | JPN  | 56,57     |
| 6     | Riko Nishimura   | JPN  | 55,96     |
| 7     | Marina Saitō     | JPN  | 55,04     |
| 8     | Kihou Kuze       | JPN  | 53,33     |
| 9     | Hitomi Sukenaga  | JPN  | 52,23     |
| 10    | Ai Yamauchi      | JPN  | 48,91     |
| 11    | Orie Ushiro      | JPN  | 48,67     |